# Krzesło (rzeźba)
Krzesło – rzeźba plenerowa autorstwa Tadeusza Kantora stojąca przy zbiegu ulicy Rzeźniczej z ulicą Nowy Świat we Wrocławiu. Rzeźba była jednym z projektów przeznaczonych dla przestrzeni miejskiej przygotowanych z okazji Sympozjum Plastycznego Wrocław '70. Inną rzeźbą, zrealizowaną we Wrocławiu według projektów z Sympozjum, jest Arena wykonana według projektu Jerzego Beresia.

## Kompozycja
Rzeźba ma postać dziewięciometrowego krzesła, wzorowanego na drewnianym, składanym krześle ogrodowym i jest wykonana z gładkiego betonu. Krzesło zlokalizowane jest zgodnie z pierwotnym zamysłem autora, który uważał, że rzeźba nie może być wyizolowana i musi być „w ruchu”, „w środku życia”. Kantor nazywał swoją rzeźbę „pomnikiem niemożliwym”.
Według tego samego pomysłu z inicjatywy Fundacji im. Tadeusza Kantora w 1995 roku powstała niemalże identyczna rzeźba w Hucisku, przy domu Kantora. W odróżnieniu od wrocławskiej, swą fakturą odwzorowuje powierzchnię drewna, jest wyższa i delikatniejsza konstrukcyjnie.

## Historia
Projekt rzeźby został przygotowany w 1970 roku, jednak mimo obietnic władz nie został zrealizowany. Rzeźbę postawiono dopiero 11 sierpnia 2011 roku według projektu opartego na oryginalnym szkicu Kantora. Autorami projektu byli architekt Tomasz Myczkowski i Dorota Krakowska, spadkobierczyni praw autorskich po Kantorze. Na zlecenie miasta Wrocławia rzeźbę wykonała firma budowlana Max Bögl (kosztem 200 tys. złotych).